# Iugrà
|  | Per a l'actual territori vegeu Khàntia-Mànsia |

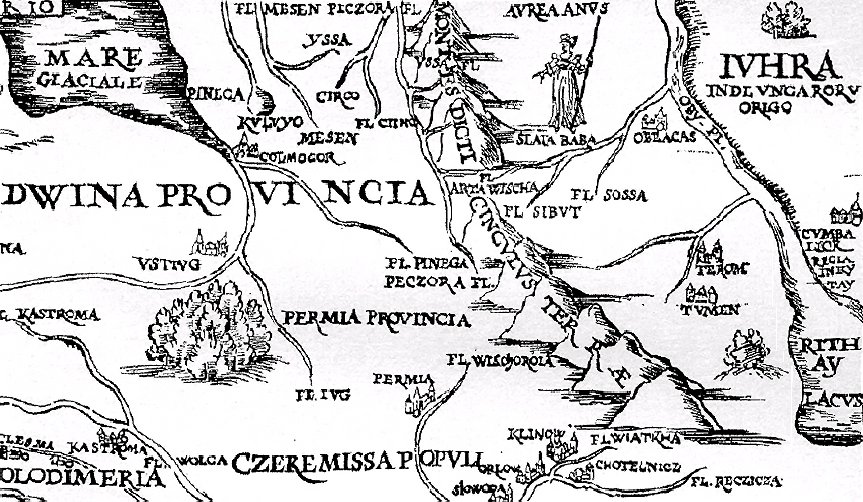
Iugrà, 'lloc d'origen dels hongaresos' (inde ungaroru origo) en un mapa de Moscòvia de 1549 de Sigismund von Herberstein. El mapa el localitza a l'est de l'Obi

Iugrà o Iuhra (en rus: Югра) és un antic nom per designar les terres entre el riu Petxora i els Urals, emprat als annals russos entre els segles xii i xvii. També designa els diferents pobles khantis i mansis (després anomenats voguls) que habiten aquella zona. El nom ha sobreviscut en la denominació de les llengües úgriques.
Actualment es correspon amb Khàntia-Mànsia. De fet, des de 2003 el nom oficial d'aquest subjecte federal de Rússia és Ха́нты-Манси́йский автоно́мный о́круг —Югра́, és a dir, districte autònom Khanti-Mansi— Iugrà.

## Origen dels magiars

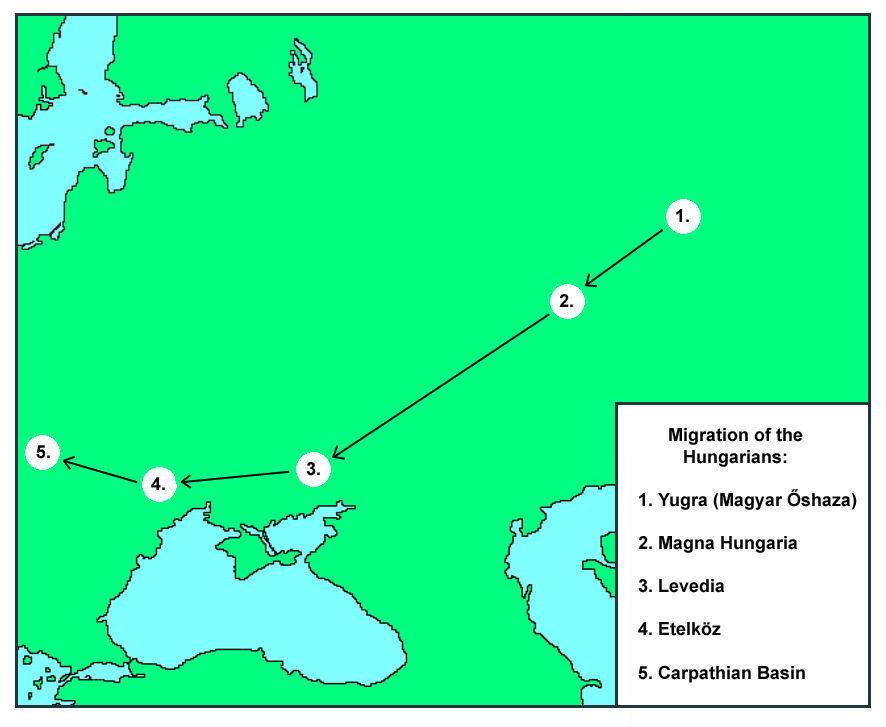
Migració dels magiars

Tradicionalment es considera que Iugrà és l'urheimat o lloc d'origen (en hongarès: magyar őshaza) dels magiars. Es creu que el nom Hongria deriva de Iugrà. A més, els idiomes mansi i khanti són els més propers lingüísticament a l'hongarès modern. Es considera que els magiars van desplaçar-se cap a l'oest en diferents fases, i s'assentaren primer a Magna Hungaria, després a Levédia (actualment a l'est d'Ucraïna), després a Etelköz (actualment a l'oest d'Ucraïna), i arribaren a la plana Pannònia durant el segle ix.